# 5.ª Divisão Panzergrenadier SS Wiking
A 5ª Divisão SS Panzer Wiking foi uma divisão militar alemã criada em 1940 pela Alemanha nazista durante a Segunda Guerra Mundial. Fazia parte da Waffen SS, braço armado da Schutzstaffel (SS), e era constituída por voluntários da Dinamarca, Noruega, Suécia, Finlândia, Estônia, Holanda e Bélgica, sob comando de oficiais alemães. Durante o curso da guerra a divisão evoluiu progressivamente, de uma divisão de infantaria motorizada para uma divisão de blindados. Atuou na frente oriental até o final da guerra, em 1945, quando se rendeu para forças Americanas na Áustria.

## Formação e treino
Após o sucesso da Divisão de Infantaria (Motorizada) Leibstandarte SS Adolf Hitler, SS-Verfügungstruppen-Division e da SS-Division Totenkopf durante o começo das campanhas de guerra na Polônia e na Europa Ocidental, Heinrich Himmler decidiu expandir o número de divisões da Waffen-SS. O processo começou em abril de 1940, com a criação de dois regimentos: a Waffen-SS Regimento Nordland(para Dinamarqueses, Noruegueses e Sueco), e a Waffen-SS Regimento Westland(para Holandeses e voluntários Flamencos).
Esta unidade, originalmente organizada como Nordische Division (Nr.5), foi constituída de voluntários nórdicos junto com alemães étnicos da Waffen-SS. Com este objetivo, o regimento de infantaria motorizada Germania da SS Verfügungstruppe foi removido de sua divisão no final da década de 1940. Em dezembro, a Germania foi dissolvida e suas tropas foram usadas como base para a criação da nova formação motorizada da SS, agora designadas como Divisão SS Germania. Durante esse período de formação o seu nome mudou novamente, para Divisão SS Wiking em janeiro de 1941.
A Divisão foi formada em torno de três regimentos de infantaria motorizada:Germania, constituída maioritariamente por alemães; Westland, constituída maioritariamente por holandeses e flamengos; e Nordland, que abrangia os dinamarqueses, suecos e noruegueses. O Comando na primeira formação da divisão foi do SS-Brigadeführer Felix Steiner, ex-comandante do regimento Verfügungstruppe Deutschland.
Depois da formação ser completada, a divisão foi mandada para Heuberg, Alemanha para treinamento. Em abril de 1941, a Wiking foi considerada pronta para o combate e enviada para o leste em junho do mesmo ano, para fazer parte do Grupo do Exército Sul que avançava pela Ucrânia durante a Operação Barbarossa.
Em junho de 1941 foi formado o Finnisches Freiwilligen-Bataillon der Waffen-SS, batalhão composto por voluntários finlandeses. Após o treinamento essa formação foi anexada ao regimento Nordland em janeiro de 1942, aumentando a força da divisão. Cerca de 430 finlandeses que eram veteranos da Guerra de Inverno serviram com a divisão Wiking até o começo da Operação Barbarossa. Na primavera de 1943 o batalhão de voluntários finlandeses foi substituído pelo estoniano.

## Operação Barbarossa

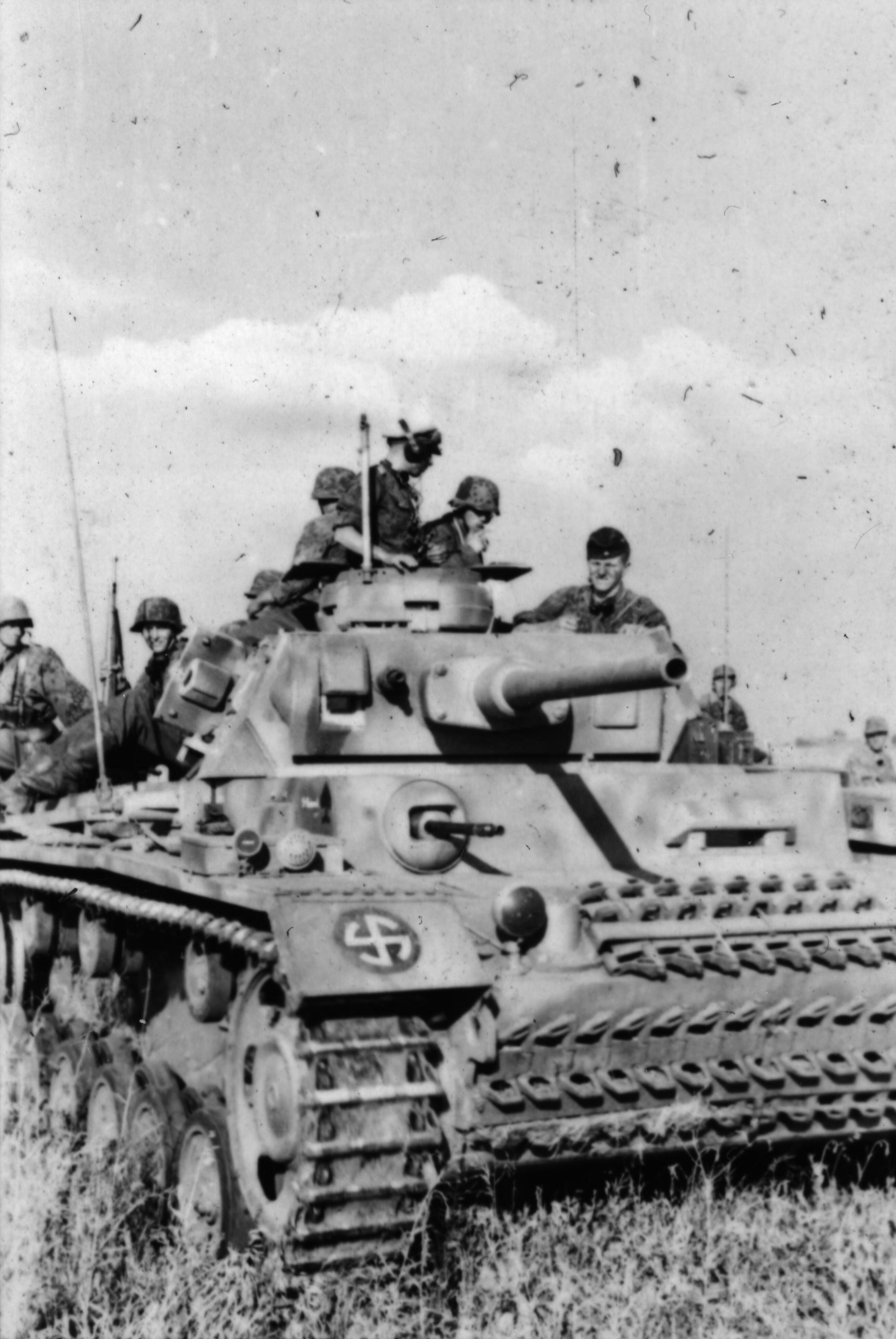
Um tanque Panzer III da divisão Wiking da Waffen-SS, na Rússia.

A divisão não estava preparada para o combate até 29 de junho de 1941, sete dias antes de ser lançada na operação. Foi bem sucedida durante as primeiras ações perto de Tarnopol na Galícia, Ucrânia. Em agosto, a divisão Wiking recebeu ordens para o estabelecimento de um perímetro de defesa ao redor da cabeça-de-ponte do rio Dniepr.
Apesar de alguns ataques inimigos, a divisão manteve a linha defensiva. Continuou avançando para Rostov do Don sob uma forte resistência. Fez parte da difícil batalha por Rostov antes de ser ordenada a voltar para a linha no Rio Mius em novembro. Durante 1941, os oficiais do Heer no comando do posicionamento estratégico da Wiking estavam céticos quanto as habilidades de combate da divisão e por isso hesitaram em mandá-la para ações de maior porte. Aos poucos divisão provava a sua capacidade de combate e começou a ganhar respeito dos comandantes do Heer.
Após o sucesso na manutenção da linha durante o inverno de 1941-1942, a Wiking recebeu ordens para reconquistar Rostov do Don e avançar para o Cáucaso, capturando os importantes campos petrolíferos da região. Este ataque foi conhecido como Operação Maus, e fazia parte da ofensiva do Grupo do Exercito Sul, que tinha por objetivo conquistar Estalingrado e os poços de petróleo de Bacu. Lançada durante o verão, a ofensiva obteve um sucesso inesperado. Em seis semanas, Rostov e toda a região do Don foi recapturada, e a Wiking seguiu para o Cáucaso.

## Cáucaso
No final de setembro de 1941, a Wiking estava em posição para capturar a importante cidade de Grózni. Foi organizado o plano de captura em cooperação com a 13ª Divisão Panzer do General Traugott Herr. Assim que eles alcançaram o rio Terek a defesa soviética se tornou mais evidente e vários obstáculos tiveram que ser rompidos antes de se chegar à estrada Georgian, na qual os suprimentos estadunidenses era transportados. Percebendo a difícil situação, Felix Steiner dividiu a sua divisão em quatro colunas, cada uma com objetivos separados, porém todas com a intenção de quebrar as defesas soviéticas e abrir caminho para o Mar Cáspio.
O Regimento Nordland estava para atacar o rio Kurp para Malgobeck. O Batalhão Panzer Wiking, com elementos do Regimento Germania, estava para quebrar a principal linhas de defesa soviética e se estabelecer na cabeça-de-ponte. O regimento Westland estava para capturar a cidade de Sagopshin, e a divisão de componentes engenheiros, junto com o resto da Germania avançava sobre o Kurp.
O ataque aconteceu na noite de 25 para 26 de setembro de 1942. O assalto da Nordland logo emperrou, não apenas por estarem em desvantagem numérica, mas também por que o inimigo estava entrincheirado em posições estratégicas. Dentro de trinta minutos, metade dos militares da Nordland pereceram. Apesar disso, ela capturou o monte, e seu comandante Fritz von Scholz foi condecorado com a Cruz de Cavaleiro por sua atuação durante a batalha. A divisão finalmente capturou Malgobek em 6 de outubro, de qualquer forma o objetivo de dominar a capital e abrir caminho para o Mar Cáspio não foi alcançado. O ponto mais próximo de Grózni, monte 701, foi capturado pelos voluntários finlandeses (III (finn.) /SS-Infanterie-Regiment (mot) Nordland.) Durante a operação, a Wiking perdeu em torno de 1500 militares. Várias unidades de combates foram reduzidas para apenas dúzias de homens, um veterano da Wiking escreveu: "O número de baixas não será mais contado, apenas o de homens que sobreviveram".
Na primeira semana de Novembro de 1942, a divisão foi transferida para Terek curva para o setor de Urukh-Alagir para participar da renovação de forças da frente leste, que estava tentando ir na direção de Ordzhonikidze de preferência via Grozny. Isto acabou chegando no tempo certo para libertar a 13th Panzer Division do cerco em Gisel, após isto assumiu posição de defesa atrás do Rio Fiagdon.
O Cerco ao 6º Exército de Friederich Paulus em Stalingrado forçou o Caucasus a ser colocado como uma frente secundária, e quando a tentativa de assistir Stalingrado falhou em face aos avanços soviéticos, toda a posição do Caucasio começou a ficar em perigo. Wiking foi uma das primeiras formações a retroceder para da apoio a recuada 4º Exército Panzer, subindo em um trem em 24 de Dezembro para ser transportado para Remontnaya, chegando em 31 de Dezembro. A Divisão desceu para Zimovniki, Proletarskaya (segurando a abertura da ponte sobre o Manych), Zelina e Yegorlykskaya em direção a Bataisk e Rostov, finalmente escapando pela lacuna de Rostov em 4 de Fevereiro.
O chamado 'Anjo da Morte', Dr. Josef Mengele, serviu a Wiking durante as primeiras campanhas. De acordo com todos os registros, ele fez os normais trabalhos de um médico de combate, até recebeu a Cruz de Ferro por salvar dois homens feridos de um tanque. Após ser ferido, Mengele foi considerado inadequado para combate e foi absorvido pelo sistema de campos de concentração Nazistas, onde ele ganhou sua infâmia. Mengele foi muito orgulhoso de ser serviço na Waffen-SS e de suas condecorações de linha de frente. Quando os horrores dos campos de concentração vieram a luz, seus companheiros tentaram tirar o nome dele das listas de nomes dos veteranos da divisão.

## Batalhas por Kharkov - Panzergrenadier Division

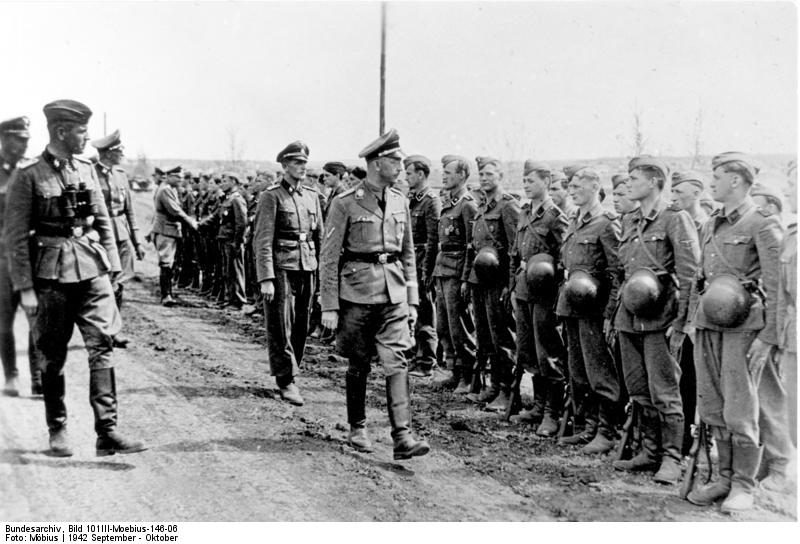
Heinrich Himmler inspecionando tropas da SS.

No início de Novembro de 1942 a divisão foi renomeada, passando a chamar-se 5.SS-Panzergrenadier-Division Wiking. A partir desse instante, a divisão ganhou a reputação de centro de elite militar. No início de 1943, a divisão foi designada para Kharkov, no sul da Ucrânia, posição recentemente abandonada pela Paul Hausser's II SS-Panzerkorps, e agora sob uma feroz luta de recaptura.
Erich von Manstein, o novo comandante da Army Group South, jogou a Wiking e a 11ª Divisão Panzer na ação contra os Soviéticos Mobile Group Popov. Wiking teve grande dificuldade para ser bater com a formação pesada Soviética. O regimento Panzergrenadier da Wiking estava exausto e sem forças por causa das lutas no Cáucaso, e o Panzerabteilung estava com pouca armadura para conter as forças soviéticas. No entanto, a divisão segurou o assalto, protegendo a vital linha rodoviária e ajudando a destruir a Mobile Group Popov. Após a recaptura de Kharkov, a Wiking foi retirada do combate para ser reequipada como uma divisão Panzergrenadier.
Durante a metade de 1943, a Wiking passou por uma transformação ainda maior. Steiner, agora um SS-Gruppenführer, foi transferido para o comando da III.(germanische) SS-Panzerkorps, atualmente formada na Croácia. Seu substituto foi Herbert Otto Gille. Os remanescentes do regimento veterano Nordland, assim como seu comandante, Fritz von Scholz, foram removidos da divisão e alocados no núcleo da 11.SS-Freiwilligen-Panzergrenadier Division Nordland. Além disso, o Finnisches Freiwilligen-Battalion der Waffen-SS foi desmontado, pois os dois anos de serviço dos voluntários finlandeses expirara.
Com a melhoria para o estatuto de Panzergrenadier, a divisão recebeu veículos SdKfz 251 para a infantaria e aumentou sua força Panzer.
Graças aos empenho de Himmler e Hausser, decidiu-se que todas as divisões Waffen-SS Panzergrenadier tinham que ter regimentos de Panzers, de preferência, e mesmo que apenas um abteilung (batalhão).
Em tentativa de compensar a perda dos Finicos e do regimento Nordland, a nova formação de voluntários estonianos Estnisches SS-Freiwilligen-Panzergrenadier-Bataillon Narwa foi anexada a divisão.

## Kursk - Batalha sobre o Mius
No tempo em que a divisão estava sendo reequipada, foi envolvida em missões pequenas com os partisans. A reorganização foi completada no final de Junho, e a divisão foi movida para Izium aonde, junto com a 23.Panzer-Division formaram a força de reserva do grupo de exercito de Manstein durante a aproximação da Operação Cidadela. Enquanto a operação estava em efeito, varias formações soviéticas atacaram Orel e Kharkov simultaneamente. A  Wiking se engajou contra as forças perto de Kharkov, os estonianos se saíram bem, destruindo em torno de 100 tanques soviéticos em vários dias. Quando a cidadela foi cancelada, a divisão ainda estava envolvida e barrar ataques soviéticos.
Adiante ao sul, no fronte Mius, uma grande ofensiva soviética, Operação Rumyantsev, ameaçava quebrar as linhas Alemãs. Wiking se juntou com a 3.SS-Panzergrenadier-Division Totenkopf e 2.SS-Panzergrenadier-Division Das Reich e se postou no setor de Mius - Bogodukhov para reter os ataques Soviéticos. Em lutas subsequentes, as divisões SS derrotaram dois exércitos blindados soviéticos (totalizando mais de 1 000 tanques) e destruindo em torno de 800 tanques. Ao mesmo tempo que as divisões SS tinham um pouco mais que 50 panzers a disposição. Em outubro, a divisão novamente retornou da frente de combate, agora para ser reestruturada como uma divisão panzer, a 5.SS-Panzer-Division Wiking.

## O Cerco de Korsun
Para aumentar a força da divisão, os voluntários valões da SS-Sturmbrigade Wallonien foram anexados a divisão, e os valões  com seu líder Rexista, Leon Degrelle, foram alvo de chacota por parte dos veteranos da Wiking até provarem serem bons em combate na floresta perto de Teklino, na cabeça do furo nas linhas Soviéticas. Um segundo batalhão de Panzer foi ordenada a entrar em formação na Alemanha.
Enquanto Wiking estava engajada perto de Teklino, varias formações de tanques Soviéticos avançavam pela lateral da saliência e tiveram sucesso em cercar as forças Alemãs da XLII Corpo de Exército e XI Corpo de Exército perto de Korsun.
Durante a batalha do Cerco de Korsun-Cherkassy, Wiking se defendeu contra os ataques soviéticos ao lado leste do cerco. Enquanto isso o General der Artillerie Wilhelm Stemmerman, o melhor comandante para forças presas em armadilha, moveu suas tropas para o lado oeste do cerco em pretensão de quebrar o cerco, Wiking, junto com a Wallonien foram ordenados a agir na retaguarda. após repelir todos as tentativas soviéticas de avançar sobre as proximidades da cidade de Novaya-Buda, a Wiking pela fenda na retaguarda começou a retroceder um pelotão por vez, nas sombras da noite. Avançando sobre o Hell's Gate, os Wikingers vieram sobre fogo pesado inimigo com pouco ou nenhuma cobertura. A divisão sofreu grandes perdas e perdeu quase todo o seu equipamento durante a carnifica no cerco de Korsun. O comandante de divisão, Gille, provou sua lealdade aos seus homens,lutando ao lado deles e ficando em ação ate o último sobrevivente escapar. Ele foi um dos últimos a cruzar o furioso Rio Gniloy Tikich em segurança. após o fim da batalha, a brigada Wallonien saiu da divisão.

## O Cerco de Korvel
após um breve período de descanso e reequipamento, a esfarrapada Wiking foi colocada para assistir na defesa de Kovel, atualmente ameaçada pela poderosa força soviética. Gille liderou seus homens pela cidade e começou a colocar um perímetro de defesa. No entanto, cedo os soviéticos completaram o cerco da cidade. O 5º SS-Panzer-Regiment Wiking, recentemente equipado com Panther tanques, assim como o III./SS-Panzergrenadier-Regiment Germania, recentemente equipados e fortificados chegaram à frente da Alemanha e imediatamente se começou a formar uma unidade de ajuda.
A unidade formada sob o comando do SS-Obersturmführer Karl Nicolussi-Leck, comandante da 8.Kompanie/II.Abt./5.SS-Panzer-Regiment Wiking. Nicolussi-Leck imediatamente lançou um ataque com cinco Panthers. Logo após o começo do ataque, ele recebeu uma mensagem de rádio do comandante cercado para parar o ataque e recuar. Nicolussi-Leck ordenou ao operador de rádio para ignorar o chamado, e continuou seu ataque. Arriscando ir a corte marcial, Nicolussi-Leck avançou na luta no seu caminho pelo cerco soviético, destruindo vários tanques soviéticos no processo. Seus Panthers foram os primeiros veículos a quebrar o cerco, e por seus atos ele recebeu a Cruz de Ferro.
Após a força de ajuda estabelecer um corredor pelas forças de cerco, a retirada começou. Diferentemente do cerco a Korsun, as forças presas conseguiram escapar com a maioria do equipamento intacto, e a divisão estava novamente pronta para a ação.

## Batalhas de Varsóvia
No final de Agosto de 1944, a divisão foi ordenada voltar a Modlin na linha do rio Vístula perto de Varsóvia, onde se juntaram com o recentemente formado Grupo de Exércitos Vistula. Lutando ao lado da Luftwaffe Fallschirm-Panzer Division 1 Hermann Göring a divisão aniquilou o 3º Corpo de Tanques do Exercito Vermelho. No começo do levantamento de Varsóvia fez com que a ofensiva soviética parasse, e uma relativa paz caiu sobre as linhas de frente em Varsóvia, Höherer SS- und Polizeiführer Erich von dem Bach Zelewski destruiu Varsóvia com os civis e os partisans. A divisão ficou com a área de Modlin pelo resto do ano, agrupados com a Totenkopf como IV.SS-Panzerkorps. Gille foi promovido a comandante da nosa SS Panzerkorps,e após o tempo de descanso com o SS-Oberführer Dr. Eduard Deisenhofer em comando, SS-Standartenführer Rudolf Mühlenkamp, comandante do regimento panzer Wiking, pegou o comando. Grandes batalhas de defesas ao redor de Modlin se seguiram pelo resto do ano, e em outubro, Mühlenkamp foi restabelecida pelo SS-Oberführer Karl Ullrich. Ullrich poderia liderar a divisão pelo resto da guerra.
No final de dezembro de 1944, as forças do Eixo, incluindo o IX.SS-Gebirgskorps, que estavam defendendo Budapeste foram cercados e a IV.SS-Panzerkorps foi ordenada para o sul para se juntar com a Hermann Balck's 6º Exército, que foram se apresentar para ajuda os esforços. Estes esforços foram chamados de Operação Konrad.

## Budapeste
Como parte da Operação Konrad I, a Wiking foi colocada em ação em 1 de Janeiro de 1945, lutando ao lado da Totenkopf. Perto de Táta, o avanço da coluna da Wiking se chocou com a Soviética Fourth Guards Tank Army. Uma pesada batalha se sucedeu, onde os panzers da Wiking e da Totenkopf destruíram muitos tanques Soviéticos. Em três dias a ponta de lança panzer da Wiking e da Totenkopf avançaram 45km sobre terreno pedregoso, a metade da distância do ponto de lançamento para Budapeste. Os soviéticos manobraram forças para bloquear o avanço de Gille, e eles planejavam barrar o avanço em Bicske, a apenas 28;km de Budapest.
Gille colocou a Wiking na rota para o sul de Esztergom, perto da curva do rio Danúbio. A segunda tentativa de ajuda ficou conhecida como Operação Konrad II, e foi lançada em 7 de Fevereiro.
Em condições alarmantes, a Wiking avançou sul em direção a Budapest. Em 12 de Fevereiro, o regimento Westland alcançou Pilszentkereszt, a apenas 20km de Budapeste. Nessa manhã os panzergrenadiers da Wiking miraram as espirais das igrejas e as torres o horizonte da distintiva Budapeste estava tomada pela nevoa da manhã. Demonstrando não ter sucesso, a Wiking, prolongada e vulnerável, estava impossibilitada de avançar e eventualmente era ordenada a retornar e reagrupar. Hitler estava furioso com o pouco avanço, e chamou a operação de 'totalmente desapontante'.
Uma terceira tentativa, Operação Konrad III, foi lançada em cooperação com os veteranos da III.Panzerkorps tomou lugar a 100km ao sul. Este ataque resultou em 15 milhas de lacunas nas linhas soviéticas e a destruição da 135th Rifle Corps. Apenas a rápida substituição de mais tropas pela Russia preveniu a Alemanha de avançar. No final de Janeiro a Wiking e a Totenkopf tinham sofrido ao redor de 8000 baixas, incluindo mais de 200 oficiais.
No começo de Fevereiro, as tropas sitiadas que foram recapturadas e a Wiking foram ordenadas para ir para oeste do Lago Balaton onde o SS-Obergruppenführer Sepp Dietrich e o seu 6.SS-Panzerarmee estava preparando outra ofensiva.

## Batalhas Finais
Após a falha da Konrad III, a Wiking começou uma operação defensiva, retornando para Checoslováquia.
Oeste de Budapeste em mais operações defensivas, se movendo dentro da área da Checoslováquia. Os soldados de Gille estavam esgotados de mais para tomar parte da Operação Frühlingserwachen perto do lago Balaton, e então sobrou dar suporte para o  SS-Obergruppenführer 'Sepp' Dietrich's 6.SS-Panzerarmee durante o começo da operação.
Wiking perfomou a operação de segurança no flanco esquerdo da ofensiva, na área entre Velenczesee e Stuhlweissenberg. Assim que a operação prosseguiu, a divisão se engajou para prevenir que forças Soviéticas avançassem sobre o flanco das forças germânicas.
Assim que a ofensiva atolou, os soviéticos lançaram sua maior ofensiva, a Operação Viena, em 15 de Março. Atacando a borda entre a Totenkopf, estacionada ao norte da Wiking, e a 2.(Hungarian)Panzer Division, o contato foi perdido entre essas formações. Agindo rápido, Balck recomendou mover a I.SS-Panzerkorps norte para juntar a lacuna e prevenir o cerco da IV.SS-Panzerkorps. Despistandoi esse rápido pensamento, a Führer Order autorizando esse movimento demorou para chegar, e quando a divisão finalmente se moveu, já era tarde. Em 22 de Março, o cerco Soviético sobre a Totenkopf e a Wiking estava completo. Desesperado, Balck lançou os veteranos 9.SS-Panzer-Division Hohenstaufen na area para segurar a abertura do pequeno corredor. Na batalha para segurar o Berhida Corridor, a Hohenstaufen sangrou a si mesma, porem os Corp de Gille conseguiram escapar.
Em 24 de Março, outro ataque soviético jogou a exausta IV.SS-Panzerkorps de volta contra Viena, todo o contato foi perdido com a vizinha I.SS-Panzerkorps e todo o aspecto da organizada linha de defesa foi perdido. A Wiking executou uma luta de retirada na Checoslováquia. No início de Maio, eles estavam com a chegada das forças Americanas, com o que a divisão oficialmente se rendeu perto de Fürstenfeld, Austria em 9 de Maio.

## Comandantes
- SS-Obergruppenführer Felix Steiner (1 Dez 1940 - 1 Mai 1943)
- SS-Obergruppenführer Herbert Otto Gille (1 Mai 1943 - 6 Ago 1944)
- SS-Oberführer Eduard Deisenhofer (6 Ago 1944 - ? Ago 1944)
- SS-Standartenführer Johannes Mühlenkamp (? Ago 1944 - 9 Out 1944)
- SS-Oberführer Karl Ullrich (9 Out 1944 - 5 Mai 1945)

## Ordem de Batalha

### SS Panzergrenadier DivisionWiking, Fevereiro de 1943
- SS-Panzergrenadier-Regiment Germania
- SS-Panzergrenadier-Regiment Nordland (Retirada no final de 1943)
- SS-Panzergrenadier-Regiment Westland
- Finnisches Freiwilligen-Battalion der Waffen-SS (Retirada no final de 1943)
- SS-Panzer-Abteilung "Wiking"
- Artillerie-Regiment 5
- Panzerjäger-Abteilung
- Aufklärungs-Abteilung
- Flak-Abteilung
- Pionier-Bataillon
- Nachrichten-Abteilung
- Feldersatz-Bataillon
- Versorgungseinheiten

### 5.SS-Panzer-DivisionWiking, Abril de 1944
- SS-Panzergrenadier Regiment 9 Germania
- SS-Panzergrenadier Regiment 10 Westland
- SS-Panzer Regiment 5
- SS-Panzer Artillerie Regiment 5
- Estnisches SS-Freiwilligen-Panzer-Grenadier-Battalion Narwa (Withdrawn 1944)
- SS-Sturmbrigade Wallonien (Retirada em 1944)
- SS-Panzerjager-Abteilung 5
- SS-Sturmgeschutz-Abteilung 5
- SS-Sturmgeschutz-Batterie 5
- SS-Panzer-Artillerie-Regiment 5
- SS-Flak-Abteilung 5
- SS-Werfer-Abteilung 5
- SS-Panzer-Nachrichten-Abteilung 5
- SS-Panzer-Aufklarungs-Abteilung 5
- SS-Panzer-Pionier-Battalion 5
- SS-Dina 5
- SS-Instandsetzungs-Abteilung 5
- SS-Wirtschafts-Battalion 5
- SS-Sanitats-Abteilung 5
- SS-Feldlazarett 5
- SS-Kriegsberichter-Zug 5
- SS-Feldgendarmerie-Trupp 5
- SS-Feldersatz-Battalion 5

## Força Militar
- Jan 1941  - 19.377
- Dez 1942  - 15.928
- Dez 1943  - 14.647
- Jun 1944  - 17.368
- Dez 1944  - 14.800